# Harnaaz Sandhu

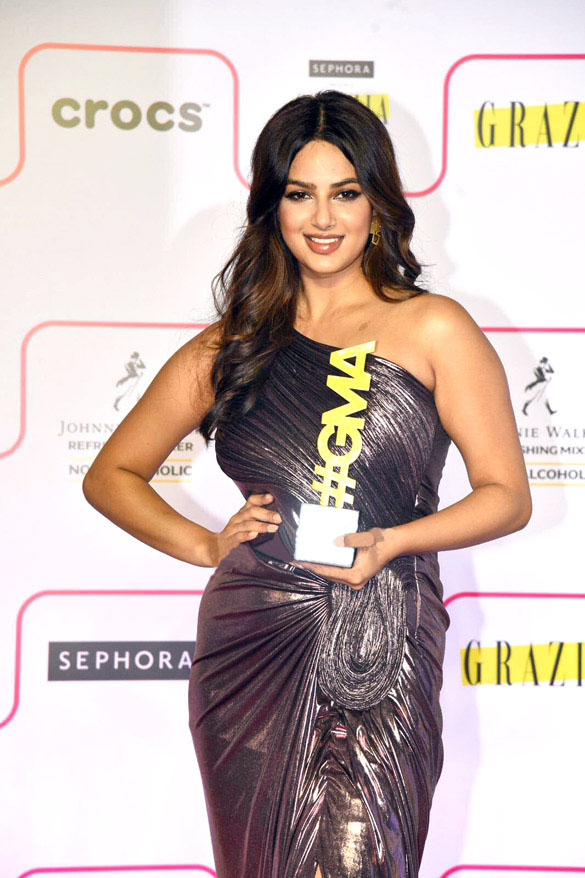
Harnaaz Sandhu zdobyła nagrodę Global Millennial of the Year na Grazia Millennial Awards 2022

Harnaaz Kaur Sandhu (ur. 3 marca 2000 w Kohali) – indyjska modelka i aktorka, Miss Universe 2021.

## Życiorys
Harnaaz Sandhu urodziła się we wiosce Kohali w dystrykcie Gurdaspur. Jej rodzina jest sikhijskimi Dżatami. Matka jest ginekologiem, ojciec pośrednikiem nieruchomości, a starszy brat muzykiem.
Przez dwa lata mieszkała w Anglii, a później w pendżabskim Czandigarh. Studiowała administrację publiczną
W 2019 roku uczestniczyła w konkursie Femina Miss India, awansując do pierwszej dwunastki. Dwa lata później zwyciężyła w konkursie Miss Diva 2021, kwalifikując się do Miss Universe 2021, który również wygrała. W styczniu 2023 przekazała koronę R'Bonney Gabriel. 

## Filmografia

### Filmy
| Rok  | Tytuł                  | Rola    | Uwagi |
| ---- | ---------------------- | ------- | ----- |
| 2021 | Yaara Diyan Poon Baran |         |       |
| 2022 | Bai Ji Kuttan Ge       | Harleen |       |

### Teledyski
| Rok  | Tytuł      | Odtwórca    |
| ---- | ---------- | ----------- |
| 2019 | Tarhthalli | The Landers |
| 2021 | Bewajah    |             |